# アレックス・ピナ
アレックス・ピナ（Álex Pina、1967年6月23日 - ）は、スペイン・パンプローナ出身のテレビプロデューサー、著作家、脚本家、映像監督。テレビドラマシリーズの『ペーパー・ハウス』の製作を担当したことで知られている。

## 経歴
1967年にバスク地方のパンプローナに生まれた。ナバーラ大学を卒業し、エル・ディアリオ・バスコ紙やディアリオ・デ・マヨルカ紙やヨーロッパ・プレスなどでジャーナリストとして働いた。1993年から1996年にはビデオメディア社で台本作家や編集者として働いた。1996年にはグロボメディア社に入社し、テレビ番組の脚本家として働いた。2016年にはグロボメディア社を退社し、自身の製作会社であるバンクーバー・メディア社を設立した。まずアンテナ3で放送される『ペーパー・ハウス』を手がけると、2017年5月に第1話が放送されたこの作品は大ヒットし、Netflixによって世界中に配信された。